# Adaptierter stochastischer Prozess
Ein adaptierter stochastischer Prozess, auch angepasster stochastischer Prozess genannt, ist ein spezieller stochastischer Prozess in der Stochastik, der gewisse Messbarkeitskriterien erfüllt. Anschaulich kann ein adaptierter Prozess sich an den gesamten bisherigen Verlauf des Prozesses erinnern, verfügt also zum Zeitpunkt {\displaystyle t} über alle bis zum Zeitpunkt {\displaystyle t} aufgetretenen Informationen. Die Verfügbarkeit von Informationen wird hierbei über eine Filtrierung definiert.
Adaptierte stochastische Prozesse sind zentral für die Theorie der Martingale. Weitere stochastische Prozesse, die über Messbarkeitskriterien definiert werden, sind die eng verwandten vorhersagbaren Prozesse sowie die progressiv messbaren Prozesse und die produktmessbaren Prozessen, welche bei der Definition des Ito-Integrals auftreten.

## Definition
Gegeben sei ein Wahrscheinlichkeitsraum {\displaystyle (\Omega ,{\mathcal {A}},P)} sowie ein stochastischer Prozess {\displaystyle (X_{t})_{t\in T}} mit Indexmenge {\displaystyle T} und Werten in {\displaystyle (E,{\mathcal {E}})}. Sei {\displaystyle \mathbb {F} =({\mathcal {F}}_{t})_{t\in T}} eine Filtrierung in {\displaystyle {\mathcal {A}}}.
Dann heißt ein stochastischer Prozess {\displaystyle \mathbb {F} }-adaptiert oder adaptiert an {\displaystyle \mathbb {F} }, wenn für jedes {\displaystyle t\in T} gilt:
{\displaystyle X_{t}}  ist {\displaystyle {\mathcal {F}}_{t}} - {\displaystyle {\mathcal {E}}}-messbar.
Die Indexmenge {\displaystyle T} kann dabei eine beliebige totalgeordnete Menge sein.

## Beispiele
Wählt man als Filtrierung die Filtrierung der vollständigen Information, also {\displaystyle {\mathcal {F}}_{t}:={\mathcal {A}}} für alle {\displaystyle t\in T}, so ist jeder stochastische Prozess bezüglich dieser Filtrierung adaptiert. Die Messbarkeit bezüglich {\displaystyle {\mathcal {A}}}- {\displaystyle {\mathcal {E}}} folgt hier bereits daraus, das jedes {\displaystyle X_{t}} eine Zufallsvariable ist. Die Messbarkeit ist dann aber bereits in der Definition der Zufallsvariable enthalten.
Definiert man die Filtrierung als die triviale σ-Algebra, also {\displaystyle {\mathcal {F}}_{t}:=\{\Omega ,\emptyset \}} für {\displaystyle t\in T}, so ist nur ein stochastischer Prozess adaptiert, der aus konstanten Zufallsvariablen besteht. Denn nur konstante Funktionen sind {\displaystyle \{\Omega ,\emptyset \}} - {\displaystyle {\mathcal {E}}}-messbar. Unterschiedliche Zufallsvariablen können allerdings auch unterschiedliche Werte annehmen, da dies nichts an der Messbarkeit ändert.
Häufig versieht man einen Prozess mit seiner natürlichen Filtrierung {\displaystyle {\mathcal {F}}_{t}:=\sigma (\{X_{s}\,|\,s\leq t\})}. Sie ist per Definition die kleinste Filtrierung, bezüglich derer ein gegebener stochastischer Prozess adaptiert ist.
{\displaystyle \mathbb {F} }-Markowprozesse sind {\displaystyle \mathbb {F} }-adaptierte stochastische Prozesse für eine gewählte Filtrierung {\displaystyle \mathbb {F} }. Handelt es sich dabei um die natürliche Filtrierung des Prozesses, so wird üblicherweise einfach von einem Markowprozess gesprochen, ohne das Symbol {\displaystyle \mathbb {F} } voranzusetzen.

## Beziehung zu weiteren Messbarkeitskriterien
Ist ein stochastischer Prozess progressiv messbar oder produktmessbar, so ist er immer auch adaptiert. Dies beruht auf der Aussage, dass eine {\displaystyle {\mathcal {A}}_{1}\otimes {\mathcal {A}}_{2}}-{\displaystyle {\mathcal {E}}}-messbare Funktion immer noch messbar bezüglich {\displaystyle {\mathcal {A}}_{1}} ist, wenn man die zweite Variable fixiert. Entsprechend fixiert man bei progressiv messbaren oder produktmessbaren Prozessen einen Zeitpunkt {\displaystyle t} und erhält, dass {\displaystyle X_{t}} immer {\displaystyle {\mathcal {F}}_{t}}-{\displaystyle {\mathcal {E}}}-messbar ist.
Umgekehrt lässt sich zeigen: Ist ein adaptierter stochastischer Prozess linksstetig oder rechtsstetig, so ist er progressiv messbar.

## Bemerkungen
Im Falle reellwertiger stochastischer Prozesse ist {\displaystyle (E,{\mathcal {E}})=(\mathbb {R} ,{\mathcal {B}}(\mathbb {R} ))}. Für einen reellwertigen {\displaystyle \mathbb {F} }-adaptierten stochastischen Prozess mit unabhängigen Zuwächsen bezüglich {\displaystyle \mathbb {F} } gilt, dass es sich um einen {\displaystyle \mathbb {F} }-Markowprozess handelt.